# Olios artemis
Olios artemis là một loài nhện trong họ Sparassidae.
Loài này thuộc chi Olios. Olios artemis được Henry Roughton Hogg miêu tả năm 1916.